# تال بنین
تال بنین (به انگلیسی: Tal Banin) هافبک اهل اسرائیل است که از سال ۱۹۹۰ تا ۲۰۰۳ میلادی عضو تیم ملی فوتبال اسرائیل بوده و در ۷۸ بازی ملی حضور داشته است. تال بنین توانسته در بازی‌های ملی، ۱۲ گل به ثمر برساند.